# Mali Obrež
Mali Obrež – wieś w Słowenii, w gminie Brežice. W 2018 roku liczyła 120 mieszkańców.